# Sommarö (vid Kirjais, Nagu)
Sommarö med Skagsudden och Norrgrunden är en ö nära Kirjais i Nagu,  Finland. Den ligger i Skärgårdshavet i Pargas stad i den ekonomiska regionen  Åboland i landskapet Egentliga Finland, i den sydvästra delen av landet. Ön ligger omkring 3 kilometer nordost om Kirjais, 9 kilometer sydost om Nagu kyrka, 36 kilometer söder om Åbo och omkring 160 kilometer väster om Helsingfors. Närmaste allmänna förbindelse är förbindelsebryggan vid Kirjais som trafikeras av M/S Nordep och M/S Cheri.
Öns area är 3,16 kvadratkilometer och dess största längd är 3 kilometer i öst-västlig riktning.

## Några ödelar med egna namn
- Sommarö 60°08′20″N 21°59′54″Ö / 60.13901°N 21.99825°Ö
- Skagsudden 60°08′01″N 22°01′03″Ö / 60.13351°N 22.01741°Ö
- Norrgrunden 60°08′05″N 21°58′33″Ö / 60.13464°N 21.97584°Ö

## Klimat
Klimatet i området är tempererat. Årsmedeltemperaturen i trakten är 6 °C. Den varmaste månaden är augusti, då medeltemperaturen är 17 °C, och den kallaste är februari, med −2 °C.